# Bjarne Andersson
Bjarne Lennart Andersson, född 28 april 1940 i Ödeshög, död 12 augusti 2004 i Mora, var en svensk längdskidåkare som tävlade för IFK Mora. Han kallades för Evighetsmaskinen från Ödeshög.
Andersson tog OS-silver i stafett 4 x 10 km vid Olympiska vinterspelen 1968 i Grenoble. Vid samma mästerskap placerade han sig även som sexa på 15 km. Han kom tvåa i Vasaloppet 1965 och 1971, fyra 1964 och 1968. Han vann SM-guld på 30 km 1966 och 15 km 1968. Han vann Skinnarloppet i Malung 1971. Han tävlade även i friidrott. Han var förbundskapten för svenska skidlandslaget 1976–1980. Åren 1983–1988 var han expertkommentator i TV.
Bjarne Andersson är begravd på Mora nya begravningsplats.